# После современного искусства 1945—2000
«После современного искусства 1945—2000» (англ. «After Modern Art 1945—2000») — книга американского историка искусства Дэвида Хопкинса, входящая в серию Oxford History of Art, опубликованная в 2000 году издательством Oxford University Press. В работе Хопкинс пытается дать оценку развитию американского и европейского искусства второй половины XX века, своей главной целью он называет сохранение чувства внутренней динамики этого искусства.

## Об авторе
Дэвид Хопкинс — старший преподаватель истории искусств в Университете Глазго, куратор.
Научные интересы: дадаизм и сюрреализм, история и теория искусства после 1945 г. и фотография XX века. Публикации включают темы, связанные с Марселем Дюшаном и Максом Эрнстом: The Bride Shared (Oxford University Press, Clarendon Studies in the History of Art, 1998) и Marcel’Duchamp (London, 1999) в соавторстве с Доун Адес и Нилом Коксом.

## Структура
Структура книги является в целом хронологической, причем выбранные художники преимущественно авторитетные и известные, хотя в работу включены несколько нестандартных имен. Автор уделяет значительное внимание общественно-политической и экономической ситуации, рассматривая вопросы культурной политики, гендерной идентичности и институциональной критики.
Подразделы посвящены художественным образованиям, а не отдельным художественным движениям, и объединены тематически. Хопкинс исследует взаимодействие модернизма и культурной политики, учреждение модели Дюшана, фигуру художника, эстетические дебаты, постановку вопроса об объекте искусства и переход к постмодернистской культурной ситуации. Эти темы неразрывно связаны с постепенной смертью модернизма. Отмечая, что исследование истории послевоенного искусства часто сводится исключительно к американским художественным достижениям и их влиянию, Хопкинс пытается разобраться, какие формы это искусство принимало в Европе.

### Содержание
- Политика модернизма: абстрактный экспрессионизм и европейский Информель;
- Наследие Дюшана: ось Раушенберга-Джонса;
- Художник во время кризиса: от Бекона до Бойса;
- Размывание границ: поп-арт, Флуксус и их влияние;
- Отступление модернизма: эстетика минимализма и далее;
- Смерть объекта: переход к концептуализму;
- Постмодернизм: теория и практика 1980-х;
- В 1990-е.

## Ключевые темы работы

### Как искусство второй половины XX века реагирует на актуальные проблемы современности
Повествование начинается с 1940—1950-х, когда абстрактный экспрессионизм становится альтернативой реалистическому направлению в живописи и посткубистской европейской абстракции. В рамках Нового курса Рузвельта был разработан Федеральный художественный проект, основной целью которого было создание понятных обществу народных образов в стиле советского реализма. Поллок и Ротко считали, что в число обязательств художника входит выражение социальных и политических убеждений. Их мировоззрения были интернационалистскими, они не разделяли изоляционистскую идеологию государственного арт-проекта и вышли из него.
По словам искусствоведа Т. Дж. Кларка, капитализм на определённом этапе нуждался в более убедительном объяснении телесного, чувственного, свободного, чтобы расширить его колонизацию повседневной жизни. К началу 1950-х богатый класс либеральных интеллектуалов поддерживал империалистическую внешнюю политику президента Трумэна и развязывание «холодной войны».
Либералы видели в работах Поллока и его современников прежде всего свободу, означавшую демократические ценности Америки. Подобно тому, как План Маршалла стремился распространить влияние Америки на Европу с помощью необходимой экономической помощи, новое радикальное авангардное искусство Америки было экспортировано в конце 1950-х под эгидой MoMA. Гринберг утверждал, что основы западной живописи переместились в Соединенные Штаты вместе с промышленным производством и политической властью. Так что продвижение американским правительством в 1950-е абстрактного экспрессионизма за рубежом было связано с культурным империализмом.
Во Франции художники-реалисты были упорными противниками культурных и политических устремлений Америки в Европе. Страна, которая обладала неоспоримым авторитетом в художественном мире до 1939 г., теперь была деморализована периодом Оккупации. Образность в «Цивилизации Атлантиды» Фужерона означала обличение развязывания Америкой «холодной войны», в то время как образы Дюбуффе и Фотрие отсылали к страданиям оккупированного Парижа.
Хопкинс затрагивает связь маккартизма и проблем маскулинности в послевоенном искусстве. Подъём сенатора Джозефа Маккарти в 1950—1954 гг., ложные обвинения в адрес высокопоставленных лиц, увольнения правительственных сотрудников, симпатизировавших социализму, заставили левых художников чувствовать себя уязвимыми. Говоря об обязательной составляющей абстрактного экспрессионизма — маскулинности, Хопкинс обращает внимание на гомосексуальность, закодированную в графическом синтаксисе работ Раушенберга и Джонса. Жест Раушенберга со стиранием рисунка Де Кунинга символизирует не только отрицание авторского присутствия, но и что-то вроде гетеросексуальной маскулинности, прикрепленной к ней. «Мишень со слепками» Джонса и «Кровать» Раушенберга говорят об обществе, одержимом внутренними демонами и их изгнанием. Это относится и к актуальности писателей-битников, некоторые из которых были геями.
В то время как английский писатель Ричард Хоггарт утверждал национальную культуру британского рабочего класса перед лицом американизации в 1957 году, Независимая группа открыто приветствовала и прославляла Америку. Она одобрила эстетику изобилия в то время, когда Англия приспосабливалась к дефициту. В широком смысле группа приветствовала переход власти от государства к рынку. Сексуальная открытость Хокни была связана с образом жизни молодёжной культуры 1960-х в Великобритании. Пилюля контроля над рождаемостью, изобретенная в 1952 году, кардинально повлияла на сексуальную мораль. Аллен Джонс изучал сексуальный фетишизм в поп-идиоме, в то время как Полин Боути пародировала вседозволенность в «It’s A Man’s World II». Когда в конце 1964 г. к власти пришло правительство Вильсона, сформировалась мифология свингующего Лондона. В этом климате высокие и низкие культурные формы смешиваются, что символизирует обложка альбома Sgt. Pepper’s Lonely Hearts Club Band группы The Beatles. Разработанная Питером Блейком, она объединяет ностальгию по британской народной культуре с наркоманской контркультурной иконографией того периода.
В 1960-е американский поп-арт включился в выражение общественно-политической позиции художника. Работы Розенквиста «Painting for the American Negro» и «President Elect» отвечают на вопросы о гражданских правах, социальном расслоении и будущем Америки с приходом нового президента. К концу 1970-х в работах Эда Кинхольца была осуществлена более резкая форма социального комментария — его реакцией на почти два десятилетия расовой напряженности в США стала работа «Five cars stud» 1972 г. К 1970 году внутренние проблемы Америки усугубились возрастающими антивоенными протестами против бомбардировки вьетнамской базы в Камбодже. К тому времени поп-арт уже вытеснялся как движение, но его идиомы все ещё использовались для комментирования опасной международной игры США.
Арте повера отразило набор конкретных итальянских особенностей. В 1967—1969 гг. итальянские конфронтации между студентами и полицией были гораздо более многочисленными и жестокими, чем во Франции. В конце 1968 г. хаос усугублялся длительными промышленными забастовками. Мотивы и материалы, связанные с богатым культурным наследием, часто сочетались с объектами, свидетельствующими о социальном неравенстве или трудностях.
Историки обычно рассматривают 1973—1974 гг. как поворотный пункт в послевоенном экономическом состоянии Европы и Америки. После «золотого века» с 1950 г. наступила эпоха нестабильности — время позднего капитализма. Если предыдущие монополистские или империалистские этапы были связаны с культурным модернизмом, поздний капитализм должен был рассматриваться как синоним постмодернистской эпохи. Одним из ключевых изменений в искусстве стала потеря любого общего смысла авангардного проекта. Социальные и экономические изменения постмодерна породили плюралистический культурный нрав, в котором художественные практики распространялись без каких-либо согласованных целей. Объекты искусства стали культурными продуктами среди других, искусство сливалось с социальными активизмом.

### Развитие авангардистского проекта в искусстве после 1945 г.
В то время как сюрреализм ассимилировался в систему, против которой он выступал, его послевоенные преемники-активисты спровоцировали значительные кризисные моменты. Теоретик Джон Берджер осуждал художественный радикализм после 1945 г., утверждая, что, хотя авангард начала XX века стремился стереть различия между искусством как специализированной сферой и другими областями общественной жизни, послевоенные тенденции, такие как американский неодада, просто профессионализировали нонконформизм, превратив авангард в социальное учреждение.
На рубеже 1960-х риторика модернистской эстетики чистоты достигла пика. Практика абстракции мутировала с начала 1960-х, постепенно восстанавливая остатки фигуративности и человеческого содержания. В американских и европейских городах яркие образы Класа Ольденбурга (такие как «Прищепка» в Филадельфии) вытесняли склонившиеся фигуры Генри Мура как наиболее приемлемый компромисс между гражданскими устремлениями и художественным авангардизмом. В середине 1960-х модернистская абстракция зашла в тупик, Даниэль Бюрен был одним из многих художников, которые считали, что необходимо пересмотреть все определяющие условия авангарда. Вставляемые в различные среды полосы утверждали, что при всей своей хваленной эстетической автономии искусство модернизма определяется контекстом. Живопись, особенно модернистская, обычно полагается на музей или галерею, а на улицах Парижа такие объекты становятся уязвимыми и невидимыми.
Ключевая структурная трансформация в западной художественной практике после 1960 г. — переход от вертикальной концепции искусства, в которой художники исследуют дисциплинарные глубины данного жанра, к горизонтальной, где художественная деятельность рассматривается как своего рода ландшафт, на котором объединены различные области дискурса. В течение следующих лет Арте повера, Ленд-арт, Концептуализм и Перформанс подвергали сомнению и пересмотру не только эстетические, но и социально-культурные предубеждения. Многие перформансы 1970-х вместе с другими тенденциями неявно отвергали позицию художественного объекта в условиях капитализма. Но вместо того, чтобы дематериализовать себя дальше, искусство на рубеже 1980-х во многом претерпело рематериализацию.
Хопкинс приходит к выводу, что каким бы новаторским ни был авангардный проект, после 1968 г. он провалился. В работе Асгера Йорна «Ночной Париж» надпись «Авангард не сдается» является шуткой над его жалким положением — авангарду пора оставить свои тщетные попытки.

### Теоретические и критические дискуссии в художественной среде
В своей книге Хопкинс уделяет значительное внимание критическим и теоретическим дискуссиям, питавшим и создававшим контекст искусства второй половины XX века.
После войны Франция была одержима идеей очищения. Обстановка в стране во многом породила экзистенциальную философию, подчеркивающую моральную честность и дилемму личной свободы, разработанную Жан-Полем Сартром и Морисом Мерло-Понти. Художественное выражение этой тенденции представлено в серии выставок в галерее Рене Дрюэна с 1943 г. Тревожное дробление тела в работах (таких, как у Жана Фотрие) указывает на движение к информелю — эстетике грубой материальности и бесформенности. Дюбуффе чествовал максимально искаженное изображение тела, что было частью его идеи реабилитации презираемых и отвергнутых ценностей. Эта концентрация абсурдных телесных образов привела к предположению о связи информеля с идеями Жоржа Батая о бесформенности и «базовом соблазнении».
В 1960-е в соответствии с идеей французских постмарксистских мыслителей Альтюссера и Фуко, идеология становилась всепроникающей, захватывая институты социализации. По мере того, как левые художники изучали вопросы гендера, расы или экологии, развивалась та система, против которой они выступали. Люси Липпард рассматривала лэнд-арт и движение анти-формы как объединяющую практику волны дематериализации, основанную на сопротивлении галереям и рынку. В своих характерных работах Марсель Бротарс стремится к разоблачению произвольных отношений между объектами и знаками, разрушению понятия музея и его функций. В 1970 году Андре и Моррис возглавили художественную забастовку против Музея Метрополитен, требуя его закрытия на один день, дабы обратить внимание на недавние убийства (Кеннеди и Лютера Кинга) и расправы с протестующими-студентами (против войны во Вьетнаме).
Вместе с Хааке и Буреном Смитсон говорил о желании исследовать аппарат, который он разрушает. Геометрия минимализма приобрела экологическую направленность — возрастающий потребительский оборот способствовал опустошению все большего количества земли. Реакция Смитсона заключалась в создании временных работ на участках, пораженных промышленными отходами, обращая внимание на циклические взаимодействия порядка и беспорядка.
Подъём семиотики внес значительный вклад в развитие концептуализма. Вклад Ролана Барта в художественную теорию частично заключался в адаптации идей Де Соссюра: отношения в языке между словом и тем, что оно означает — произвольные. Внедрение таких идей привело к ослаблению концептуального запрета на визуальные образы. Виктор Берджин использовал сочетание фотографических изображений и печатного текста с целью изучения взаимосвязи между очевидным и скрытым значением.

### Переход от модернизма к постмодернизму
Начиная с 1960-х художники, которые видели в фотографии показатели сдвигов в культурном функционировании изображений, все чаще ставили под вопрос гуманистические и индивидуалистские позиции. Выставка 1952 г. «Parallel of Life and Art» Независимой группы сопоставляла фотографии из фото-журналистики и микроскопии с живописью. Они были визуально уравнены с помощью общей зернистой текстуры. Эта выставка подчинила подлинный художественный жест принципу воспроизводимости. Признание группой вездесущности фотографии приблизило её к выводам марксистского критика Вальтера Беньямина, который видел социальную роль фотографии в подрыве авторских истоков.
В Америке работы Рейнхардта и Стеллы начала 1960-х двусмысленны с точки зрения модернизма. С одной стороны, работы Рейнхардта отвечали его требованиям. Он критиковал путаницу между художественными формами, отчаянно выступал за философию «искусства ради искусства». С другой стороны, он рассматривал картины абстрактных экспрессионистов как некачественную смесь абстракции и сюрреализма. Произведения Стеллы довели ранние утверждения Гринберга о формальной зацикленности живописи на себе до непроницаемости. Вытесняя любые остатки экспрессионистской эмоциональности, он вывел внутреннюю логику картин (как в «Die Fahne Hochf») от их природы как объектов. В последующих работах Стелла переместился с живописи в модернистском смысле на объектность. Реляционное искусство Стеллы и Джадда было по сути модернистским, но оно также было воспринято как связанное с европейской чувствительностью. Они считали, что нереляционные произведения искусства были в какой-то степени освобождением от рационализма — принципа, который был синонимом ясности.
Ратификация термина концептуальное искусство произошла в эссе 1969 г. Джозефа Кошута «Искусство после философии». По словам Кошута, искусство до Дюшана было стеснено физическим воплощением. Основатели British Art & Language group считали, что все более дискурсивный характер искусства устраняет необходимость создания объектов. В их журнале «Art-Language» говорилось о разрушении модернистской риторики, так как она была не способна противостоять культурной товаризации. Прочтение Кошутом Дюшана было сфокусировано на вопросе номинации (присвоении статуса искусства). Возможно, сводя смысл произведения искусства к самоопределению, Кошут просто повторял модернистское кредо о формальной автономии.
С точки зрения общей траектории концептуализма, Виктор Берджин эффективно рематериализовал искусство в общественном пространстве после того, как Даниэль Бурен символически дематериализовал его.
1970-е отмечены ростом радикального феминизма и активным оспариванием культурных стереотипов. Работы Джуди Чикаго и Веры Рингголд ознаменовали повторное открытие женского сознания, во многих из них декоративная избыточность, граничащая с китчем, противостоит маскулинному модернизму. Отношения сестринства заменяют образ отчужденного мужчины-аутсайдера. Развивающаяся иконография вульвы отражает стремление вытеснить культурную первичность фаллоса, реабилитируя признак биологического «недостатка» женщин (в терминах Фрейда), как символ женского творчества.
В других областях искусства 1980-х давний спор между фотографией и перформансом решительно склонялся в пользу фотографии, ставя в приоритет фиктивный характер её присутствия. Этот постмодернистский поворот проиллюстрировала Синди Шерман, которая поднимала вопросы собственной репрезентации, играя роли женских персонажей на фотографиях.
Расширение прав художников смешанных национальностей (афро-американских, азиатско-американских) часто воспринимается как триумф постмодернистского освобождения 1980-х. Перформансы и инсталляции Джимми Дарема остроумно разоблачают смешение мифологизации и исторического отрицания, которое характеризует отношение белых американцев к индейцам.
Таким образом, расширение проблематики расы, класса и гендера становятся следствием изменения отношений между художниками, их работами и аудиторией.
В 1989 году начинает распадаться Восточный блок, перестраивая политическую структуру Европы. Восточно-европейские художники стали известны на Западе, сопоставляя местную иконографию с поздними модернистскими и постмодернистскими формами. «Тhe physical impossibility of death in the mind of someone living» Демьена Херста переработала приемы Дада, Флуксуса и Арте повера. Маурицио Каттелан отсылал к идиомам Арте Повера в «Twentieth Century». Новое искусство объявило себя свободным от теоретических и политических претензий, его можно было выставлять, не вспоминая Делёза и Гваттари. Критик Джон Робертс утверждал, что новое британское искусство представляло собой реакцию против интеллектуальности критического постмодернизма.
Особенности развития искусства 1990-х отражают сильный индивидуалистический уклон, который можно противопоставить тенденции перехода к глобализации (работы Йинка Шонибаре и Питера Воллена). Вместе с этим Луиза Буржуа и Мэтью Барни стали яркими примерами возврата художника к ресурсам психики. Буржуа утверждала первенство человеческой памяти и бессознательного, её искусство оглядывается назад. Работы Мэтью Барни неоднозначно смотрят вперед, вызывая в воображении футуристические технологические фантазии. Его «Still from Cremaster 4» 1994 г. может быть трактована как продуманная пародия на мужские устремления — многие художники видели кризис мужественности, связанный с расширением прав женщин. Одновременно это драматизация стремления выйти за пределы человеческих возможностей и желания добиться биомеханического синтеза.